# Huisarchief
Een Huisarchief is een documentenverzameling, archief en bibliotheek met de stukken en brieven die handelen over een familie. De hoge adel spreekt van de familie als een "Huis", zo is er in Nederland dankzij Willem I en Koningin Emma een Koninklijk Huisarchief.
Huisarchieven zijn er ook van de Britse koningen, in Windsor, en van de Pruisische koningen, in Berlijn.